# Fernando Santos
Fernando Manuel Fernandes da Costa Santos (født 10. oktober 1954 i Lissabon, Portugal) er en tidligere portugisisk fodboldspiller og nuværende -træner, der siden 2024 har stået i spidsen for Aserbajdsjan landshold. Han var træner for Portugals landshold, da det vandt europamesterskaberne i 2016 i Frankrig.
Som aktiv spillede Santos for Marítimo og Estoril. I løbet af sin trænerkarriere, som startede i 1987, har han udover Grækenlands landshold også stået i spidsen for samtlige de tre største portugisiske klubber, FC Porto, Benfica og Sporting Lissabon, ligesom han har trænet AEK Athen og Panathinaikos i Grækenland.